# Paul Gottfried
Paul Gottfried, né le 21 novembre 1941 à New York, est un philosophe paléo-conservateur américain.

## Petite enfance et éducation
Son père est un fourreur prospère à Budapest, qui a fui la Hongrie après le putsch de juillet 1934. La famille juive déménage à Bridgeport peu après sa naissance. 

### Formation
Il obtient un Bachelor of Arts de l'université Yeshiva en 1963, puis va à l'université Yale, où il obtient un Master of Science en 1965 puis un Ph. D. en 1967.

### Carrière
Il a été professeur de sciences politiques à l'université Elizabethtown.
Paul Gottfried est un philosophe paléo-conservateur[réf. nécessaire]. Il est président du H. L. Mencken Club et rédacteur en chef du magazine Chronicles.
Il est décrit comme nationaliste blanc par le Southern Poverty Law Center.

## Publications

### originales en anglais
- Conservative Millenarians : The Romantic Experience in Bavaria, Fordham University Press, 1979 (ISBN 978-0-8232-0982-8)
- The Search for Historical Meaning : Hegel and the Postwar American Right, Northern Illinois Univ Press, 1986 (ISBN 0-87580-114-5)
- Carl Schmitt : Politics and Theory, Greenwood Press, 1990 (ISBN 0-313-27209-3)
- After Liberalism : Mass Democracy in the Managerial State, Princeton University Press, 2001 (ISBN 0-691-08982-5)
- Multiculturalism and the Politics of Guilt : Towards a Secular Theocracy, University of Missouri Press, 2002 (ISBN 0-8262-1417-7)
- The Strange Death of Marxism : The European Left in the New Millennium, University of Missouri Press, 2005 (ISBN 0-8262-1597-1)
- Conservatism in America : Making Sense of the American Right, Palgrave-Macmillan, 2007 (ISBN 0-230-61479-5)
- Encounters : My Life with Nixon, Marcuse, and Other Friends and Teachers, Wilmington, 2009 (ISBN 978-1-933859-99-6)
- Leo Strauss and the American Conservative Movement, Arktos, 2012 (ISBN 978-1-1070-1724-5)
- War and Democracy, Cambridge University Press, 2012 (ISBN 978-1907166808)
- Fascism : The Career of a Concept, Northern Illinois University Press, 2015 (ISBN 978-0875804934)
- Revisions and Dissents, Northern Illinois University Press, 2017 (ISBN 978-0875807621)
- Antifascism: The Course of a Crusade, Cornell University Press, 2021, 216 p. (ISBN 978-1501759352)

### Traductions en français
- Le Conservatisme en Amérique : Comprendre la droite américaine [« Conservatism in America : Making Sense of the American Right »], Éditions de l'Oeuvre, 2012, 304 p. (ISBN 978-2356311733)
- L'Amérique de Trump : entre Nation et Empire, Paris, Éditions Jean-Cyrille Godefroy, 2020, 166 p. (ISBN 978-2865533091)
- Fascisme : histoire d'un concept [« Fascism : The Career of a Concept »], Paris, L'Artilleur, 2021, 462 p. (ISBN 978-2810009985)